# Тахара Ецуко
Тахара Ецуко (яп. 田原 悦子; нар. Японія) — японська футболістка, нападниця, виступала в збірній Японії.

## Клубна кар'єра
Тахара виступала за клуби Фуджита Тендарі Мерк'юрі» та «Тасакі Перула» з Л-Ліги. 

## Кар'єра в збірній
Дебютувала у збірній Японії 21 серпня 1994 року в поєдинку проти Австрії.

## Статистика виступів у збірній
| жіноча національна збірна Японії | жіноча національна збірна Японії | жіноча національна збірна Японії |
| Рік                              | Матчі                            | Голи                             |
| -------------------------------- | -------------------------------- | -------------------------------- |
| 1994                             | 1                                | 0                                |
| Загалом                          | 1                                | 0                                |